# Кандсар-е-Бі-Балан
Кандсар-е-Бі-Балан (перс. كندسربي بالان) — село в Ірані, у дегестані Бі-Балан, у бахші Келачай, шагрестані Рудсар остану Ґілян. За даними перепису 2006 року, його населення становило 1042 особи, що проживали у складі 290 сімей.